# Szjarhej Aljakszandravics Karnyilenka
Szjarhej Aljakszandravics Karnyilenka (belaruszul: Сяргей Аляксандравіч Карніленка, oroszul: Сергей Александрович Корниленко [Szergej Alekszandrovics Kornyilenko]) egy fehérorosz válogatott labdarúgó, csatár. Jelenleg az orosz Krilja Szovetov Szamara csapatában szerepel. A fehérorosz válogatott tagjaként részt vett a 2012. évi nyári olimpiai játékokon.

## Pályafutása
Profi pályafutását szülővárosának vasutas csapatában, a Lakamativ–96-ban kezdte, majd a legnevesebb fehérorosz klubhoz, a Dinama Minszkhez igazolt. Első idényét a tartalék-, illetve a korosztályos csapatban töltötte. A felnőtt csapatban a 2002-es idényben mutatkozott be, egy évvel később a bajnoki bronzérem mellé – Henadz Bliznyukkal osztozva – gólkirályi címet szerzett.
Főként az akkor Németországban játszó Aljakszandar Hlebnek köszönhetően egy esetleges stuttgarti szereplés is szóba került, a gólerős fiatal csatárt végül az ukrán Dinamo Kijiv igazolta le. A patinás klubban eltöltött néhány hónap azonban nem hozta meg az átütő sikert: mindössze 9 mérkőzésen jutott szerephez, ezeken 2 gólt szerzett. A csalódott Szjarhej a kétszeres szovjet bajnoki címmel büszkélkedő ukrán csapathoz, a Dnyipróhoz igazolt.

## Sikerei, díjai
Dinama Minszk
- Fehérorosz gólkirály: 2003 (18 góllal)
- Fehérorosz bajnoki bronzérmes: 2003

 Dinamo Kijiv
- Ukrán bajnok: 2004

 Zenyit
- Orosz bajnoki bronzérmes: 2009

## Külső hivatkozások
- Adatlapja a Zenyit hivatalos oldalán (oroszul)